# Dom wampirów
Dom wampirów (ang. The House That Dripped Blood) – brytyjska antologia filmowa grozy z 1971 roku w reżyserii Petera Duffella i z scenariuszem Roberta Blocha opartym na jego czterech opowiadaniach.

## Fabuła
Inspektor Holloway ze Scotland Yardu prowadzi śledztwo w sprawie zaginięcia gwiazdora filmowego Paula Hendersona. Pytając na lokalnym komisariacie, Holloway dowiaduje, że w wynajętym przez Hendersona starym wiejskim domu poprzednim najemcom zdarzyły się dziwne rzeczy.

### Metoda morderstwa
- Na podst. opowiadania pod tym samym tytułem opublikowanego w magazynie „Fury: Exciting Adventures for Men” (vol. 26) #7 w maju 1962[5]

Charles Hillyer, pisarz specjalizujący się w horrorach, i jego żona Alice wprowadzają się do domu. Charles rozpoczyna pracę nad powieścią skupiającą się na Dominicu, morderczym i psychopatycznym dusicielu. Wkrótce zaczyna widzieć wszędzie Dominica. Psycholog Charlesa – doktor Andrews sugeruje, że pisarz ma rozdwojenie jaźni, które powstało w wyniku włączenia się Dominica do pisania powieści. Wkrótce Charles widzi Dominica duszącego Alice. Okazuje się, że to Charles ją dusił.
Podczas kolejnej sesji Andrews sugeruje, że Dominic to projekcja ciemniejszych stron osobowości Charlesa. Nagle przybywa Dominic i dusi doktora Andrewsa, na co Charles patrzy z przerażeniem. Dominic odwiedza Alice w domu, w rzeczywistości to jej kochanek, aktor Richard. Udawał on Dominica, żeby doprowadzić Charlesa do szaleństwa i tym zdobyć pieniądze zarobione na jego powieściach. Alice odbiera telefon od policji i dowiaduje się, że zarówno doktor Andrews, jak i Charles zostali uduszeni. Alice jest zaskoczona, bo śmierć Charlesa nie była częścią planu. Richard ujawnia, że jest Dominiciem i dusi Alice, śmiejąc się maniakalnie.
Sierżant Martin informuje Hollowaya, że później znaleziono Richarda stojącego nad ciałem Alice i śmiejącego się. Mówi, że to był wpływ samego domu. Holloway uważa historię za niedorzeczną, więc Martin opowiada mu inną historię o kolejnym najemcy, który zamieszkuje ten dom.

### Woskowe figury
- Na podst. opowiadania pod tym samym tytułem opublikowanego w magazynie „Weird Tales” (vol. 33) #1 w styczniu 1939[3]

Do domu wprowadza się emerytowany makler giełdowy Philip Grayson. Choć będąc starym kawalerem, Grayson szybko popada w samotność. Pewnego dnia wędrując po mieście, natrafia na muzeum figur woskowych. Grayson zwiedza muzeum i znajduje rzeźbę Salome przypominającą zmarłą kobietę, w której był kiedyś zakochany. Właściciel muzeum wyjaśnia, że oparł podobiznę rzeźby na swojej żonie, która została stracona po zamordowaniu jego najlepszego przyjaciela. Zaniepokojony Grayson przysięga, że nigdy nie wróci. Wkrótce go odwiedza jego przyjaciel Neville Rogers podczas podróży służbowej.
Rogers również podkochiwał się w tej samej zmarłej kobiecie, co Grayson, jednak obaj pogodzili się z jej śmiercią. Grayson oprowadza Neville'a po mieście i oboje odwiedzają muzeum figur woskowych. Mimo ostrzeżeń przyjaciela, Neville wchodzi do gabinetu i zauważa figurę Salome, wpadając w obsesję na jej punkcie. Neville przychodzi każdego dnia do muzeum. Zaniepokojony Grayson udaje się do muzeum, gdzie odcięta głowa Neville'a została dodana do wystawy. Właściciel muzeum wyjawia, że wrobił żonę w morderstwo przyjaciela, aby móc pokryć jej zwłoki woskiem i zatrzymać ją dla siebie na zawsze. Jednak mężczyźni nadal się w niej zakochują, co doprowadza go do morderczej wściekłości. Następnie właściciel morduje Graysona toporem i dodaje jego głowę do wystawy Salome.
Martin mówi, że przed Hendersonem był jeszcze jeden najemca. Wobec tego Holloway naradza się z agentem nieruchomości, AJ Stokerem, wynajmującym dom. Stoker mówi że „próbował ostrzec” najemców przed „sekretem” domu i pyta Hollowaya, czy „już się domyślił”. Zirytowany Holloway  pyta się go, co stało się z poprzednikiem Hendersona.

### Słodycze dla słodkiego dziecka
- Na podst. opowiadania pod tym samym tytułem opublikowanego w magazynie „Weird Tales” (vol. 39) #10 w marcu 1947[3]

Wdowiec John Reid wprowadza się do domu wraz ze swoją pirofobiczną 10-letnią córką Jane. Zatrudnia byłą nauczycielkę Ann Norton do homeschoolingu Jane. Ann stopniowo nawiązuje więź z Jane i pomaga jej przezwyciężyć strach przed ogniem. Dowiaduje się, że Reid nie pozwala córce bawić się z innymi dziećmi ani własnymi zabawkami i trzyma ją w izolacji. Ann udaje się nakłonić Reida, aby pozwolił jej kupić Jane kilka zabawek. Kiedy jednak ten odkrywa lalkę wśród zakupionych zabawek, wyrywa ją Jane i wrzuca do ognia. Zszokowana jego zachowaniem Ann uważa, że obwinia on córkę za śmierć żony. Reid stwierdza zadowolenie z śmierci jego żony, zwłaszcza gdy dowiedział się „czym była”.
Jane zaczyna potajemnie czytać książki o czarach. Podczas przerwy w dostawie prądu, Reid odkrywa, że brakuje niektórych świec. Jane wykorzystuje brakujące świece do stworzenia woskowej lalki, której używa do sprawiania bólu ojcu. Reid wyjawia Ann, że jego żona była czarownicą i że ich córka też nią jest, a powodem jego surowych metod rodzicielskich było powstrzymanie Jane przed skrzywdzeniem kogokolwiek. Instruuje Ann, aby znalazła lalkę i zabrała ją Jane w celu powstrzymania jej przed zabiciem go. Ann znajduje Jane stojącą obok płonącego kominka i ta wrzuca lalkę do ognia. Ann słucha z przerażeniem, jak Reid płonie na śmierć, a Jane uśmiecha się złowieszczo.
Stoker uważa, że powodem tragedii był dom. Holloway mówiący, że chce faktów, a nie przesądów, żąda od Stokera relacji o Hendersonie. Stoker wyjaśnia, że ostrzegł Hendersona przed najmem, bo dom nie jest „właściwy dla jego osobowości”.

### Peleryna
- Na podst. opowiadania pod tym samym tytułem opublikowanego w magazynie fantasy „Unknown” w maju 1939[4]

Specjalizujący się w filmach grozy aktor Paul Henderson wprowadza się do domu na czas kręcenia w pobliżu filmu o wampirach Curse of the Bloodsuckers. Henderson narzeka na brak profesjonalizmu, zwłaszcza na pelerynę granego przez niego transylwańskiego wampira. Kupuje w jego mniemaniu bardziej realistyczny płaszcz  w antykwariacie prowadzonym przez tajemniczego Theo von Hartmanna. Będąc w garderobie, Henderson odkrywa, że kiedy nosi pelerynę, nie ma odbicia w lustrze. Później tego samego dnia, podczas kręcenia sceny, w której wysysa krew ze swojej dziewczyny i partnerki ekranowej Carli, Paul naprawdę zaczyna próbować wyssać z niej krew nawet po zakończeniu sceny. Przerażona Carla żąda, aby trzymał się od niej z daleka. O północy Paul w ramach próby ponownie zakłada pelerynę. Ku jego przerażeniu wyrastają mu kły i zaczyna latać.
Henderson przeprasza Carlę za swe zachowanie i zaprasza ją do domu. Tam czyta w gazecie, że spłonął antykwariat von Hartmanna, a w środku znaleziono zwłoki, które miały kilkaset lat. Henderson zdaje sobie sprawę, że von Hartmann był wampirem i dał mu pelerynę, aby mógł przekazać Hendersonowi swoje moce, a jemu pozwalając umrzeć. Sceptyczna Carla każe mu to udowodnić, zakładając pelerynę. Henderson niechętnie to robi, ale nic się nie dzieje. Odkrywa, że płaszcz został zamieniony na rekwizyt. Carla zakłada właściwą pelerynę i wyjawia, że tak naprawdę jest wampirzycą wysłaną przez inne wampiry, by zamienić Hendersona w jednego z nich, ponieważ podziwiają za to jak je reprezentuje w filmach. Carla leci w stronę wrzeszczącego Hendersona.
Holloway uważa za zeznania Stokera za niewiarygodnie i żąda od niego kluczy do domu. Stoker ostrzega, by przeszukał dom dopiero rankiem. O północy Holloway wchodzi do domu i schodzi do piwnicy, gdzie atakuje go Henderson w pełni zmieniony w wampira. Holloway zabija Hendersona, lecz wkrótce sam ginie z rąk Carli.  Następnego ranka Stoker pyta się publiczności, czy rozumieją tajemnicę domu – odzwierciedla on osobowość każdego, kto w nim mieszka i odpowiednio go traktuje. Stwierdza, że każdy może wejść do domu i „że nie ma się czego bać, pod warunkiem, że [jest] odpowiednią osobą”.

## Obsada
Epizod ramowy
- John Bennett – insp. policji Holloway
- John Bryans – A.J. Stoker
- John Malcolm – sierż. policji Martin

| Metoda morderstwa - Denholm Elliott – Charles Hillyer - Joanna Dunham – Alice Hillyer - Tom Adams – Dominic / Richard - Robert Lang – dr Andrews | Woskowe figury - Peter Cushing – Philip Grayson - Joss Ackland – Neville Rogers - Wolfe Morris – właściciel muzeum figur woskowych | Słodycze dla słodkiego dziecka - Christopher Lee – John Reid - Nyree Dawn Porter – Ann Norton - Chloe Franks – Jane Reid - Hugh Manning – Mark - Carleton Hobbs – doktor Bailey | Peleryna - Jon Pertwee – Paul Henderson - Ingrid Pitt – Carla Lynde - Geoffrey Bayldon – Theo von Hartmann - Jonathan Lynn – pan Petrich |

Źródło:

## Odbiór
Dom wampirów nie cieszył się popularnością w Europie, jednak z kolei w Stanach Zjednoczonych został ciepło przyjęty .
Maciej Karpiński na łamach „Filmu” dał neutralną recenzję, stwierdzając, że mimo tworzenia przez „wybitnych specjalistów od grozy” oraz udziału Cushinga i Lee, nie wróży powodzenia wśród polskich widzów, ze względu na odporność Polaków na klasyczne strachy. Stwierdził też, że Dom wampirów mimo wyczucia gatunku ma akcenty autoparodii, „której miłośnicy prawdziwego horroru nie wybaczą” i śladowe ilości naprawdę mocnych scen.
Gary A. Smith w książce Vampire Films of the 1970s: Dracula to Blacula and Every Fang Between uznał za jeden z lepszych filmów nowelowych produkcji Amicus Producitons.